# Power Elite

Power Elite (Power Elite) est un téléfilm américain réalisé par David Huey et diffusé en 2002 à la télévision.

## Fiche technique
- Scénario : David Huey et Dom Magwili
- Durée : 94 min
- Pays :  États-Unis

## Distribution
- Olivier Gruner : Capitaine
- Mel Novak : Président Jonathan Caine
- Rebecca Ferratti : Amanda Davis
- Damian Foster : Taylor Malone
- J.D. Benitez : Hogan
- Kruzel : Général Boyette
- Tony Chow : Kenneth Gee
- Duncan McKay : Ian
- Rapid Chance : Dolph
- Andy Smythe : Sénateur Wheatley
- Kimberlee Dee : Beverly Caine
- Greg Dela Riva : Garde #1
- Azar Daniel : Garde #2
- David V. Cannedy : Garde #3
- Ron Hall : Terroriste
- Raphael Rochon : Assaillant masqué #1
- Joshua Erlich : Assaillant masqué #2
- Greg Roman : Assaillant masqué #3
- Liam Antles : Mercenaire #1
- Van Ayasit : Mercenaire #2
- David Steele : Mercenaire #3
- Vinh Lai : Mercenaire #4
- Maria Menozzi : Scientifique au Merridan Lab
- Marianne Parker : Otage au laboratoire
- Bob Pilar : Leader du Merridan Lab
- Tony Duerkop : Agent des services secrets
- Gennady Bochkovsky : Agent des services secrets #2
- Richard Big Rich Lara : Niles
- Long Nguyen : Kang Gee
- Chelsea McCarthy : Reporter
- Alexis Ryan : Reporter
- Sean Michaels : Reporter
- J. Sakata : Terroriste au métro